# Вотон, Говард
О́ливер Го́вард Во́тон (англ. Oliver Howard Vaughton; 9 января 1861 — 6 января 1937) — английский футболист, известный по выступлениям за бирмингемский клуб «Астон Вилла», а также за сборную Англии в 1880-е годы.

## Клубная карьера
Уроженец Астона (Бирмингем), Вотон выступал за местные футбольные команды «Уотерлу», «Бирмингем» и «Уэнсбери Строллерз». В 1880 году стал игроком ещё одного местного клуба «Астон Вилла». Дебютировал в основном составе «Виллы» 30 октября 1880 года в матче первого раунда Кубка Англии против «Уэнсбери Строллерз», своей предыдущей команды. Провёл в клубе семь сезонов, сыграв 30 матчей и забив 15 голов в рамках Кубка Англии (чемпионат на тот момент ещё не проводился). 19 января 1884 года забил единственный гол «Виллы» в матче четвёртого раунда Кубка Англии против шотландского клуба «Куинз Парк», в котором английский клуб потерпел своё крупнейшее поражение в истории по счётом 1:6. В Кубке Англии сезона 1886/87 «Астон Вилла» впервые в своей истории вышла в финал, где встретилась с «Вест Бромвич Альбион». Бирмингемский клуб одержал победу в этой игре со счётом 2:0 и впервые выиграл Кубок Англии. Для Вотона финал стал последней официальной игрой за клуб. В сезоне 1887/88 был футболистом-любителем в клубе	 «Митчелл Сент-Джорджес». В мае 1888 года завершил карьеру из-за травмы бедра.
Согласно отчёту издания The Villa News and Record, Вотон был «одним из любимых учеников Арчи Хантера», «у него был дриблинг как у ангела и удар как у демона».

## Карьера в сборной
18 февраля 1882 года дебютировал за сборную Англии в матче против сборной Ирландии в Белфасте, забив в этой игре рекордные пять голов. Англичане разгромили ирландцев со счётом 13:0. Другой игрок «Астон Виллы» Артур Браун забил в этой игре четыре гола. Вотон и Браун стали первыми представителями «Астон Виллы» в сборной Англии, а Вотон также стал первым игроком, забившим в матче сборной Англии более трёх голов. Всего провёл за сборную 5 матчей и забил 6 голов.

#### Матчи за сборную Англии
| № | Дата            | Стадион                   | Соперник  | Результат | Голы Вотона | Турнир                                 |
| - | --------------- | ------------------------- | --------- | --------- | ----------- | -------------------------------------- |
| 1 | 18 февраля 1882 | «Блумфилд Парк», Белфаст  | Ирландия  | 13:0      | 3′          | Товарищеский матч                      |
| 2 | 11 марта 1882   | «Кэткин Парк», Глазго     | Шотландия | 1:5       | 40′         | Товарищеский матч                      |
| 3 | 13 марта 1882   | «Рейскорс Граунд», Рексем | Уэльс     | 3:5       |             | Товарищеский матч                      |
| 4 | 15 марта 1884   | «Кэткин Парк», Глазго     | Шотландия | 0:1       |             | Домашний чемпионат Великобритании 1884 |
| 5 | 17 марта 1884   | «Рейскорс Граунд», Рексем | Уэльс     | 4:0       |             | Домашний чемпионат Великобритании 1884 |

## Достижения
Астон Вилла
- Обладатель Кубка Англии: 1887

## После завершения карьеры игрока
После завершения карьеры игрока Вотон управлял ювелирной фирмой. Именно к нему обратились после таинственного исчезновения победного трофея Кубка Англии в 1895 году; Вотон изготовил новый трофей взамен пропавшего.
В 1923 году стал вице-президентом «Астон Виллы», а с июня по сентябрь 1924 года был президентом клуба. С сентября 1924 по декабрь 1932 года был одним из директоров клуба, а в феврале 1933 стал почётным членом клуба «Астон Вилла».
Помимо футбола играл в крикет за графства Стаффордшир и Уорикшир, занимался фигурным катанием (был чемпионом Великобритании по фигурному катанию), велосипедной ездой на гоночных трассах, бегом, боксом, плаванием и хоккеем.
После смерти жены тяжело заболел, умер в январе 1937 года в психиатрическом госпитале Сент-Эндрюс в Нортгемптоне в возрасте 75 лет.